# Pimonte
Pimonte község (comune) Olaszország Campania régiójában, Nápoly megyében.

## Fekvése
Nápolytól 30 km-re délkeletre fekszik. Határai: Agerola, Castellammare di Stabia, Gragnano, Positano, Scala és Vico Equense.

## Története
Pimonte alapítása a római időkre vezethető vissza, amikor is Locus Qui Apud Montes (hegy lábánál fekvő település) név alatt ismerték ezt a vidéket. Az első hivatalos említése a 10. századból származik, amikor a síkságon élők kénytelenek voltak a Monti Lattari vidékére menekülni a sorozatos longobárd, majd szaracén támadások ellen. 987-ben az Amalfi Köztársaság fennhatósága alá került, és ekkor stratégiai jelentősége miatt megerősítették erődítményét a Castello di Pinót. A normannok hódításával és a Szicíliai Királyság megalakulásával az Amalfi Köztársaság fennhatósága alá került. Az Anjouk trónrakerülésével Nápolyban, elcsatolták Amalfitól és területét az új rend nemesei között osztották szét. Ekkor kezdődött el hanyatlása. A 19. században a francia uralom alatt vált önálló községgé.

## Népessége
A népesség számának alakulása:

## Főbb látnivalói
- Santa Maria-templom
- San Michele Arcangelo-templom